# Ixodes
Ixodes är ett släkte av fästingar som beskrevs av Pierre André Latreille 1795. Ixodes ingår i familjen hårda fästingar.

## Dottertaxa tillIxodes, i alfabetisk ordning[1][2]
- Ixodes abrocomae
- Ixodes acuminatus
- Ixodes acutitarsus
- Ixodes affinis
- Ixodes albignaci
- Ixodes alluaudi
- Ixodes amarali
- Ixodes amersoni
- Ixodes anatis
- Ixodes andinus
- Ixodes angustus
- Ixodes antechini
- Ixodes apronophorus
- Ixodes arabukiensis
- Ixodes aragaoi
- Ixodes arboricola
- Ixodes arebiensis
- Ixodes asanumai
- Ixodes aulacodi
- Ixodes auriculaelongae
- Ixodes auritulus
- Ixodes australiensis
- Ixodes baergi
- Ixodes bakeri
- Ixodes banksi
- Ixodes bedfordi
- Ixodes bequaerti
- Ixodes berlesei
- Ixodes bivari
- Ixodes boliviensis
- Ixodes brewsterae
- Ixodes browningi
- Ixodes brumpti
- Ixodes brunneus
- Ixodes calcarhebes
- Ixodes caledonicus
- Ixodes canisuga
- Ixodes capromydis
- Ixodes catherinei
- Ixodes cavipalpus
- Ixodes ceylonensis
- Ixodes chilensis
- Ixodes colasbelcouri
- Ixodes collocaliae
- Ixodes columnae
- Ixodes conepati
- Ixodes confusus
- Ixodes cookei
- Ixodes cooleyi
- Ixodes copei
- Ixodes cordifer
- Ixodes cornuae
- Ixodes cornuatus
- Ixodes corwini
- Ixodes crenulatus
- Ixodes cuernavacensis
- Ixodes cumulatimpunctatus
- Ixodes dampfi
- Ixodes dawesi
- Ixodes daveyi
- Ixodes dendrolagi
- Ixodes dentatus
- Ixodes dicei
- Ixodes diomedeae
- Ixodes diversifossus
- Ixodes djaronensis
- Ixodes domerguei
- Ixodes downsi
- Ixodes drakensbergensis
- Ixodes eadsi
- Ixodes eastoni
- Ixodes eichhorni
- Ixodes eldaricus
- Ixodes elongatus
- Ixodes eudyptidis
- Ixodes euplecti
- Ixodes evansi
- Ixodes fecialis
- Ixodes festai
- Ixodes filippovae
- Ixodes fossulatus
- Ixodes frontalis
- Ixodes fuscipes
- Ixodes galapagoensis
- Ixodes ghilarovi
- Ixodes gibbosus
- Ixodes granulatus
- Ixodes gregsoni
- Ixodes guatemalensis
- Ixodes hearlei
- Ixodes heinrichi
- Ixodes hexagonus
- Ixodes himalayensis
- Ixodes hirsti
- Ixodes holocyclus
- Ixodes hoogstraali
- Ixodes howelli
- Ixodes hyatti
- Ixodes hydromyidis
- Ixodes jacksoni
- Ixodes jellisoni
- Ixodes jonesae
- Ixodes kaiseri
- Ixodes kashimiricus
- Ixodes kazakstani
- Ixodes kerguelenensis
- Ixodes kingi
- Ixodes kohlsi
- Ixodes kopsteini
- Ixodes kuntzi
- Ixodes laguri
- Ixodes lasallei
- Ixodes latus
- Ixodes laysanensis
- Ixodes lemuris
- Ixodes lewisi
- Ixodes lividus
- Ixodes longiscutatus
- Ixodes loricatus
- Ixodes loveridgei
- Ixodes luciae
- Ixodes lunatus
- Ixodes luxuriosus
- Ixodes macfarlanei
- Ixodes malayensis
- Ixodes marmotae
- Ixodes marxi
- Ixodes maslovi
- Ixodes matopi
- Ixodes mexicanus
- Ixodes minor
- Ixodes minutae
- Ixodes mitchelli
- Ixodes monospinosus
- Ixodes montoyanus
- Ixodes moreli
- Ixodes moscharius
- Ixodes moschiferi
- Ixodes muniensis
- Ixodes muris
- Ixodes murreleti
- Ixodes myospalacis
- Ixodes myotomys
- Ixodes myrmecobii
- Ixodes nairobiensis
- Ixodes nchisiensis
- Ixodes nectomys
- Ixodes neitzi
- Ixodes nesomys
- Ixodes neuquenensis
- Ixodes nicolasi
- Ixodes nipponensis
- Ixodes nitens
- Ixodes nuttalli
- Ixodes nuttallianus
- Ixodes occultus
- Ixodes ochotonae
- Ixodes okapiae
- Ixodes oldi
- Ixodes ornithorhynchi
- Ixodes ovatus
- Ixodes pacificus
- Ixodes paranaensis
- Ixodes pararicinus
- Ixodes pavlovskyi
- Ixodes percavatus
- Ixodes peromysci
- Ixodes persulcatus
- Ixodes petauristae
- Ixodes philipi
- Ixodes pilosus
- Ixodes pomerantzi
- Ixodes pomeranzevi
- Ixodes priscicollaris
- Ixodes procaviae
- Ixodes prokopjevi
- Ixodes radfordi
- Ixodes rageaui
- Ixodes randrianasoloi
- Ixodes rangtangensis
- Ixodes rasus
- Ixodes redikorzevi
- Ixodes rhabdomysae
- Ixodes ricinus
- Ixodes rothschildi
- Ixodes rotundatus
- Ixodes rubicundus
- Ixodes rubidus
- Ixodes rugicollis
- Ixodes rugosus
- Ixodes sachalinensis
- Ixodes scapularis
- Ixodes schillingsi
- Ixodes schulzei
- Ixodes sculptus
- Ixodes semenovi
- Ixodes shahi
- Ixodes siamensis
- Ixodes sigelos
- Ixodes signatus
- Ixodes simplex
- Ixodes sinaloa
- Ixodes sinensis
- Ixodes soricis
- Ixodes spinae
- Ixodes spinicoxalis
- Ixodes spinipalpis
- Ixodes steini
- Ixodes stilesi
- Ixodes stromi
- Ixodes subterranus
- Ixodes succineus
- Ixodes taglei
- Ixodes tamaulipas
- Ixodes tancitarius
- Ixodes tanuki
- Ixodes tapirus
- Ixodes tasmani
- Ixodes tecpanensis
- Ixodes tertiarius
- Ixodes texanus
- Ixodes theilerae
- Ixodes thomasae
- Ixodes tiptoni
- Ixodes tovari
- Ixodes transvaalensis
- Ixodes trianguliceps
- Ixodes trichosuri
- Ixodes tropicalis
- Ixodes turdus
- Ixodes ugandanus
- Ixodes unicavatus
- Ixodes uriae
- Ixodes walkerae
- Ixodes vanidicus
- Ixodes venezuelensis
- Ixodes ventalloi
- Ixodes werneri
- Ixodes vespertilionis
- Ixodes vestitus
- Ixodes victoriensis
- Ixodes woodi
- Ixodes zaglossi
- Ixodes zairensis
- Ixodes zumpti